# Toni Abadía
Antonio Abadía Beci (Zaragoza, 2 de julio de 1990) es un atleta español especializado en carreras de larga distancia.

## Trayectoria
A la edad de 6 años empezó a jugar al fútbol, pero a los 11 años pasó a dedicarse al atletismo. Hasta la categoría sub-23 participaba en pruebas de 1500 metros y 3000 metros obstáculos, pero más tarde se pasó a la larga distancia, compitiendo en los 5000 metros, 10000 metros y campo a través.
En 2016 se proclamó campeón de España de 5000 metros, 10000 metros y cross.
El 22 de mayo de 2016 consiguió en Hengelo (Países Bajos) la marca mínima en 5000 metros para asistir a los Juegos Olímpicos de Río de Janeiro 2016. Sin embargo, problemas de salud le impidieron competir a un gran nivel en ellos.
En 2018 batió el récord de España de 10 km en ruta.
En 2020 comenzó a sufrir problemas de ansiedad que le mantuvieron alejado de la alta competición durante varios años.
En diciembre de 2023 fue condenado por malos tratos hacia su pareja.

## Marcas personales
| Prueba                     | Resultado | Fecha      | Lugar                  |
| 1500 m                     | 3'37"24   | 3/6/2016   | Huelva (España)        |
| 3000 m (en pista cubierta) | 7'46"36   | 7/3/2014   | Sopot (Polonia)        |
| 5000 m                     | 13'12"68  | 22/5/2016  | Hengelo (Países Bajos) |
| 10000 m                    | 28'07"14  | 9/4/2016   | Maia (Portugal)        |
| 10 km en ruta              | 27'48"    | 17/3/2018  | Laredo (España)        |
| Medio Maratón              | 1h01'15"  | 28/10/2018 | Valencia (España)      |

## Palmarés

### Palmarés internacional
- Campeón de 3000 m en el Míting Internacional d´Atletisme celebrado en Barcelona en 2018[12]
- Campeón de 5000 m en el Campeonato de Europa por Equipos celebrado en Lille (Francia) en 2017[13]
- Subcampeón de 10000 m en Ruta en los 10 km Internacional Villa de Laredo celebrado en Laredo en 2018

### Palmarés nacional
- Campeón de 5000 m en 2014, 2018[14] y 2019
- Campeón de 10000 m en 2015, 2016, 2017, 2018[15] y 2019[16]
- Campeón de Campo a través Subcampeón, 2016
- Campeón de España de 10 km en ruta en 2016.

## Condecoraciones
El 6 de febrero de 2017 recibió la medalla al Mérito Deportivo "Ciudad de Zaragoza" de manos del alcalde de la ciudad, Pedro Santisteve, en la Gala del Deporte 2016.